# Seznam hor a kopců v Černé Hoře
Toto je seznam významných hor a kopců v Černé Hoře řazený podle jejich nadmořské výšky.

## Seznam hor a kopců
| m    | Název vrcholu             | Fotografie | Pohoří          | Souřadnice                       | Poznámka                                                                    |
| ---- | ------------------------- | ---------- | --------------- | -------------------------------- | --------------------------------------------------------------------------- |
| 2534 | Zla Kolata/Kollata ë Keqe |            | Prokletije      | 42°29′05″ s. š., 19°53′45″ v. d. | Nejvyšší vrchol Černé Hory.                                                 |
| 2525 | Maja e Rosit/Rosni vrh    |            | Prokletije      | 42°28′46″ s. š., 19°51′01″ v. d. | Druhá nejvyšší hora Černé Hory.                                             |
| 2523 | Bobotov Kuk               |            | Durmitor        | 43°07′41″ s. š., 19°02′05″ v. d. | Nejvyšší vnitrozemská hora Černé hory.                                      |
| 2487 | Kom Kučki                 |            | Komovi          | 42°40′50″ s. š., 19°38′29″ v. d. | Nejvyšší bod pohoří Komovi.                                                 |
| 2403 | Hajla                     |            | Hajla           | 42°45′27″ s. š., 20°08′19″ v. d. | Nejvyšší hora pohoří Hajla.                                                 |
| 2388 | Crnogorski Maglić         |            | Maglić          | 43°16′36″ s. š., 18°44′08″ v. d. | Nejvyšší vrchol pohoří Maglić.                                              |
| 2388 | Veliki Vitao              |            | Bioć            | 43°13′57″ s. š., 18°47′35″ v. d. | Nejvyšší hora pohoří Bioć.                                                  |
| 2336 | Volujak/Vlasulja          |            | Volujak         | 43°13′54″ s. š., 18°42′57″ v. d. |                                                                             |
| 2217 | Kapa Moračka              |            | Moračke planine | 42°50′19″ s. š., 19°15′52″ v. d. | Nejvyšší bod pohoří Moračke planine.                                        |
| 2211 | Visitor                   |            | Visitor         | 42°36′36″ s. š., 19°53′10″ v. d. | Nejvyšší hora pohoří Visitor.                                               |
| 2156 | Pogled                    |            | Mokra Gora      | 42°49′56″ s. š., 20°21′22″ v. d. | Nejvyšší hora pohoří Mokra Gora. Trojmezní bod Černé Hory, Srbska a Kosova. |
| 1894 | Zubački kabao             |            | Orjen           | 42°34′09″ s. š., 18°32′38″ v. d. | Nejvyšší vrchol pohoří Orjen.                                               |
| 1861 | Velika Jastrebica         |            | Orjen           | 42°35′53″ s. š., 18°32′36″ v. d. |                                                                             |
| 1802 | Vučji zub                 |            | Orjen           | 42°34′50″ s. š., 18°33′16″ v. d. |                                                                             |
| 1749 | Štirovnik                 |            | Lovćen          | 42°23′56″ s. š., 18°49′06″ v. d. | Nejvyšší bod pohoří Lovćen.                                                 |
| 1679 | Subra                     |            | Orjen           | 42°31′27″ s. š., 18°32′15″ v. d. |                                                                             |
| 1603 | Veljo Leto                |            | Orjen           | 42°34′56″ s. š., 18°36′22″ v. d. |                                                                             |
| 1594 | Rumija                    |            | Rumija          | 42°06′11″ s. š., 19°11′19″ v. d. | Nejvyšší hora pohoří Rumija.                                                |